# Wilhelm Marschall
Wilhelm Marschall född 30 september 1886 i Augsburg, död 20 mars 1976 i Mölln, var en tysk sjömilitär och generalamiral från 1943.